# Folyómenti csér
A folyami csér (Sterna aurantia) a madarak osztályának lilealakúak (Charadriiformes) rendjébe, ezen belül a csérfélék (Sternidae) családjába tartozó faj.
A magyar név forrással nincs megerősítve.

## Előfordulása
Afganisztán, Banglades, Bhután, Kambodzsa, Pakisztán, India, Kína, Laosz, Mianmar, Nepál, Thaiföld és Srí Lanka területén honos.

## Megjelenése
Testhossza 38-43 centiméter.
|  |